# Studebaker Corporation

Studebakers Logo „Lazy S“, entworfen von Raymond Loewy, wurde von den 1950er Jahren bis 1966 verwendet

Studebaker war ein US-amerikanischer Markenname für Fuhrwerke, Kutschen, Automobile, Nutzfahrzeuge, Industrieprodukte und Rüstungsgüter. Das Unternehmen wurde am 16. Februar 1852 als Schmiede gegründet. 1868 wurde es als Studebaker Brothers Manufacturing Company eingetragen. Von 1911 bis 1954 und von 1961 bis 1966 firmierte es als Studebaker Corporation. Zwischenzeitlich fusionierte es mit der kleineren Packard Motor Car Company zur Studebaker-Packard Corporation, die 1958 de facto und 1961 formell beendet wurde. Studebaker zog sich 1966 aus der Automobilbranche zurück und hieß in den letzten Jahren seines Bestehens  Studebaker-Worthington.

## Frühe Geschichte
Das Unternehmen geht zurück auf die deutschstämmige Familie Staudenbecker (später Stutenbecker), die über Generationen als Messerschmiede in Solingen ansässig war. Ein Teil dieser Familie um die Brüder Peter (1698–?) und Clement Stutenbecker und ihren Cousin Heinrich Stutenbecker († 3. März 1756) emigrierte 1736 über die Niederlande und gelangte nach Philadelphia (Pennsylvania). Heinrich Stutenbecker und seine Frau wurden 1756 von verteidigenden Indianern getötet.
Peter, Clement und Heinrich Studenbecker hatten wegen ihres Emigrationswunsches ihren ursprünglichen Beruf als Messerschmiede aufgeben müssen und arbeiteten als Schmiede, Hufschmiede und Stellmacher. Sie siedelten zunächst in der Huntingdon Township (York County in Pennsylvania).
Auch Peter Studebakers Sohn Peter Jr und Enkel John Studebaker (1799–1877) übten diese Berufe aus. John heiratete 1820. Um 1830 gründete er seinen eigenen Betrieb in Gettysburg (Pennsylvania). Bereits 1835 verkaufte er Land und Gut und zog mit seiner Familie in den Westen. Er ließ sich im Ashland County im Südwesten Ohios nieder. Die Familie hatte zehn Kinder. Alle fünf Söhne, Henry (1826–1895), Clement („Clem“; 1831–1901), Jacob F. (1844–1887), John M. (1833–1917) und Peter Everest (1836–1897), lehrte er das Wagnerhandwerk.

### H. & C. Studebaker Wagon Company

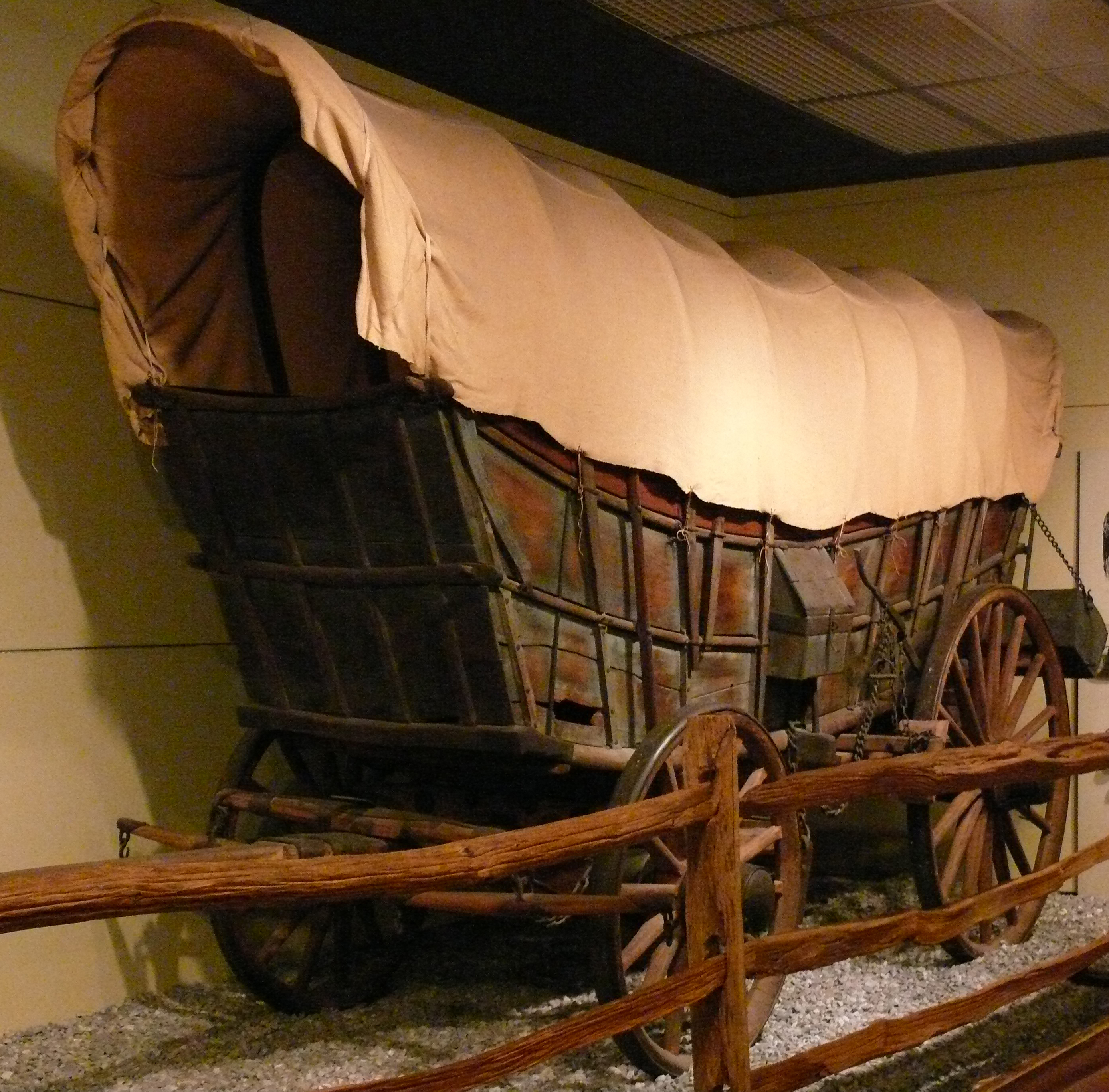
Conestoga-Planwagen

Ein gemeinsamer Betrieb von Henry und Clement Studebaker ist ab Februar 1852 in South Bend belegt. Die H. & C. Studebaker Wagon Company hatte ihren Sitz an der Kreuzung Michigan und Jefferson Street. Zunächst stellte sie Metallteile für Frachtwagen her und nahm sich später der Fertigung kompletter Fuhrwerke an. Zu Beginn konnte man hier auch Pferde beschlagen lassen. John Studebaker war mit seiner Familie 1850 oder 1851 ebenfalls nach South Bend gezogen. Die erste größere Expansion des Geschäfts wurde durch die vom kalifornischen Goldrausch 1849 erzeugte Nachfrage bedingt. Das Unternehmen begann mit der Produktion von Planwagen des Conestoga-Typs, den die Studebakers zwar nicht erfunden hatten, aber verbesserten und dem sie zur Verbreitung verhalfen.
Auch John M. Studebaker ging 1853 auf Goldsuche nach Kalifornien. Als er erkennen musste, dass er damit kein Vermögen verdienen würde, verlegte er sich auf die erfolgreiche Herstellung von Schubkarren und später Fuhrwerken für die Goldsucher und Bergleute im Städtchen Dry Diggins, in diesen unruhigen Zeiten mit dem Übernamen Hangtown belegt. Es heißt heute Placerville. Peter Studebaker baute derweil in Saint Joseph (Missouri) Fuhrwerke. 1857 eröffnete er eine Repository genannte, erste Niederlassung in Goshen (Indiana). Im gleichen Jahr wurde die erste Studebaker-Kutsche zum reinen Personentransport ausgeliefert. Zu den Studebaker-Kunden gehörte US-Präsident Abraham Lincoln (1809–1865).
Als der Goldrausch abklang, kehrte John Studebaker 1858 nach Indiana zurück. Er hatte etwa 8000 US-Dollar an Ersparnissen. Dieses Geld investierte er, um seinem Bruder Henry dessen Anteile abzukaufen und Teilhaber zu werden, sowie in das Unternehmen selbst, das dringend Kapital für die Expansion benötigte. Henry Studebaker zog sich auf seine Farm zurück; wegen seines stark pazifistisch geprägten Glaubens hatte er Mühe damit, dass zunehmend die US Army zum Kundenstamm gehörte.

### Studebaker Brothers Manufacturing Company

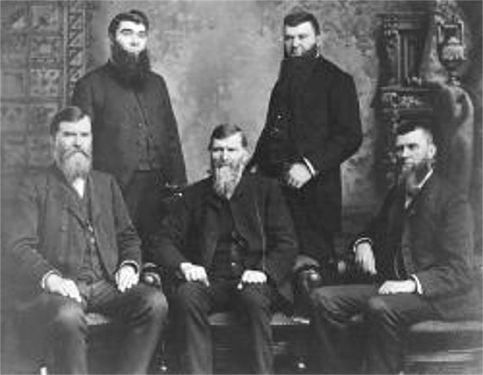
Die Studebaker-Brüder: Stehend v.l. Peter und Jacob F.; sitzend v.l. Clement, Henry und John M.

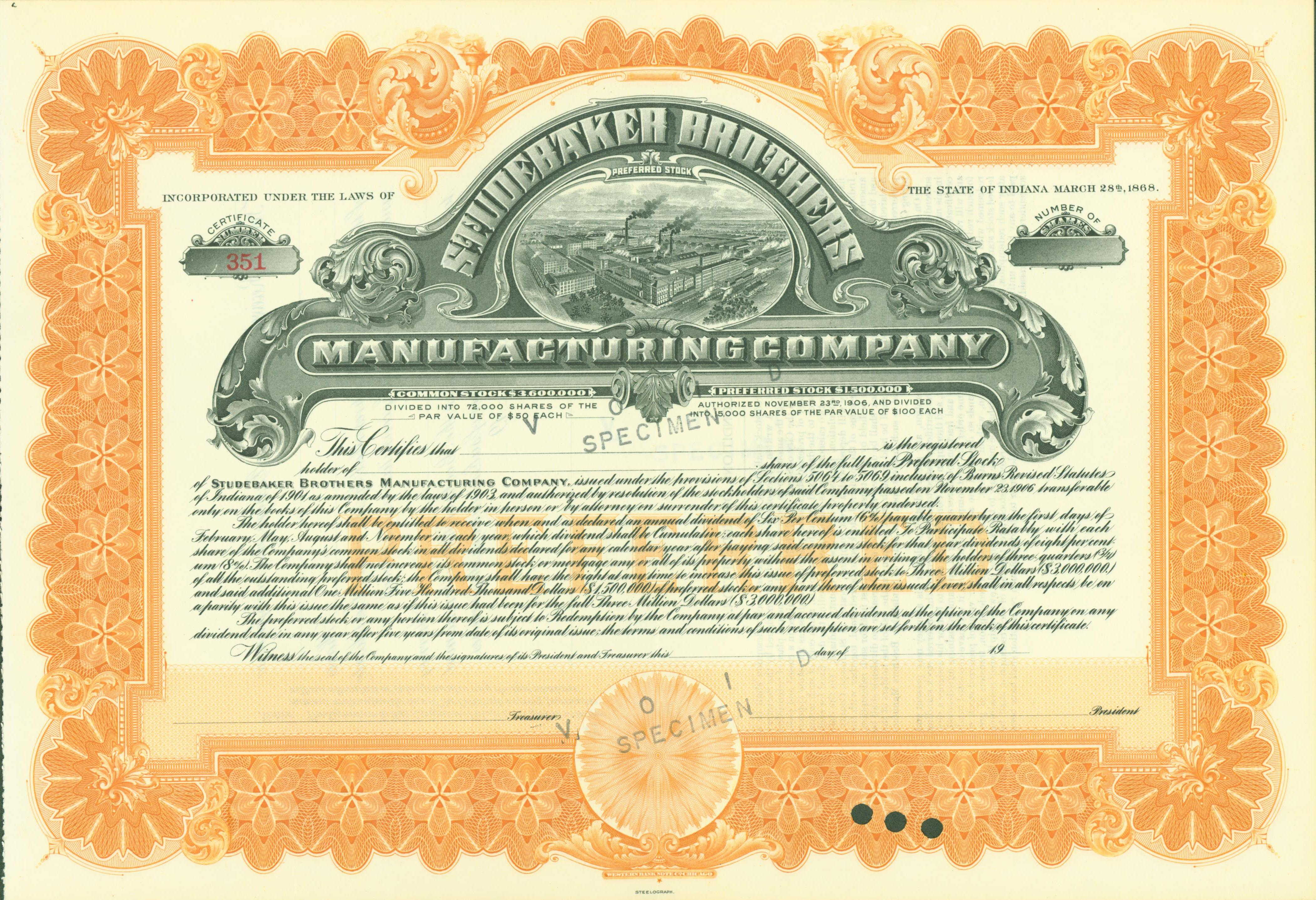
Aktien-Specimen der Studebaker Brothers Manufacturing Company

Die nächste Expansion war das Resultat der Lieferung von Wagen an die Union Army während des Amerikanischen Bürgerkriegs. Nach dem Motto Gib immer mehr, als du versprichst organisierten sie sich 1868 zur Studebaker Brothers Manufacturing Company um. Clem Studebaker wurde Präsident des Unternehmens, in dem drei seiner Brüder wichtige Positionen einnahmen.
Zu dieser Zeit dominierten die Eisenbahn- und Dampfschiff-Unternehmen bereits den Güterverkehr im Osten. Also konzentrierten sie sich auf Privatkunden und Farmer. Insgesamt wurden 30 verschiedene Typen von Kutschen und Fuhrwerken angeboten.
Auf dem Höhepunkt der Erschließung des Westens und der Planwagenkolonnen waren die Hälfte der Wagen ganz oder teilweise von Studebaker gebaut: Ein Viertel bauten sie selbst und lieferten die Metallbeschläge für ein weiteres Viertel an andere Hersteller in Missouri. 1872 bezeichnete sich Studebaker selber als „größter Hersteller von Kutschen und Fuhrwerken der Welt“, ein Titel, der auch von der Durant-Dort Company in Flint (Michigan) beansprucht wurde. An dieser Gesellschaft war William C. Durant (1861–1947) beteiligt; sie war eine der Keimzellen von General Motors.
1885 wurden 75.000 Fahrzeuge gebaut, zwei Jahre später überstieg der Umsatz erstmals 2 Mio. US-Dollar und bereits in den 1890er Jahren 3 Mio. US-Dollar.

## Automobilherstellung von 1897 bis 1966

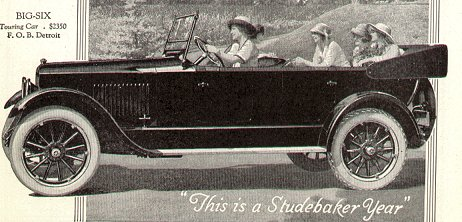
Studebaker Big Six Touring Car, Werbeanzeige von 1920

Bereits im Jahr 1897 beschäftigte sich Studebaker mit Motorfahrzeugen, allerdings wurden sie von Elektromotoren angetrieben. Das Unternehmen ging ein Verkaufsabkommen mit der Everitt-Metzger-Flanders Company ein; EMF stellte die Fahrzeuge her, und Studebaker verkaufte sie über sein Vertriebsnetz für Kutschen und Fuhrwerke. Angeblich kam es zu Qualitätsproblemen bei EMF, so dass der Volksmund bei EMF von Every Morning Fix-it, dt. Jeden Morgen reparieren, sprach. J. M. Studebaker war mit der mangelhaften Qualität bei EMF unzufrieden und verschaffte sich 1910 die Kontrolle über den Betrieb. Um den bei EMF verursachten Schaden wiedergutzumachen, bezahlte Studebaker angeblich für insgesamt eine Million US-Dollar Mechaniker, die zu unzufriedenen Kunden nach Hause gingen und defekte Teile in den Fahrzeugen ersetzten. Dieses Vorgehen war keineswegs unüblich; ehe landesweite Händlernetze existierten, wurden Fahrzeuge oft auch per Bahn ausgeliefert und die neuen Besitzer von einem mitgereisten Vertreter eingewiesen. Die EMF Company scheiterte auch wegen Zwistigkeiten in der Führung und war ohne eigenen Vertrieb von Studebaker abhängig.

### Studebaker Corporation

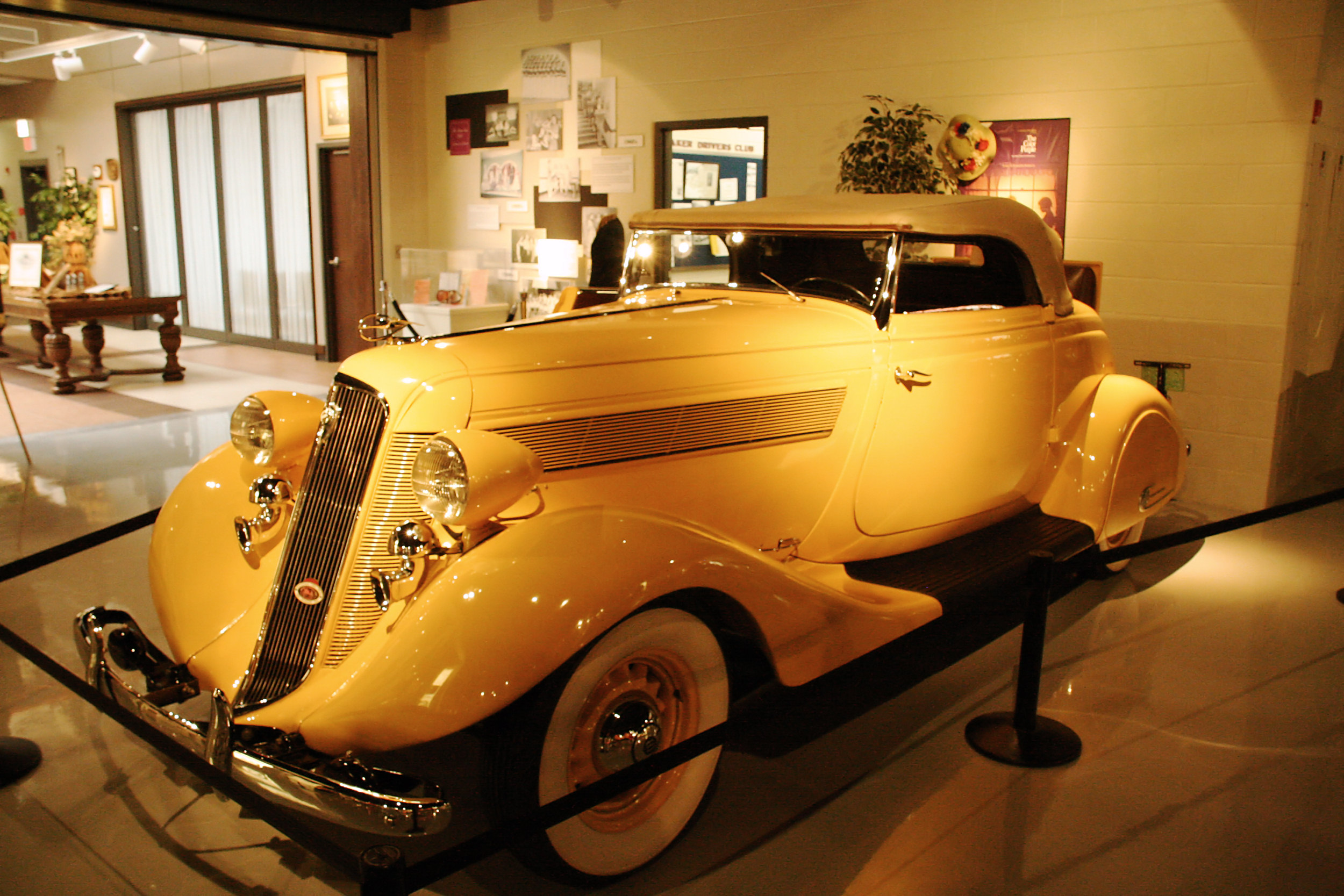
1935 Studebaker Commander Coupe-Convertible

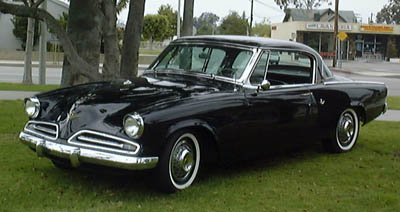
1953 Studebaker Commander Starlight

1911 übernahm die Studebaker Brothers Manufacturing Company die EMF Company; daraus entstand die Studebaker Corporation. Studebaker erhielt auf diese Weise eine eigene Autofertigung, ohne selbst ein Automobil entwickeln zu müssen.
Studebaker begann auch, Lastkraftwagen herzustellen, die nach und nach die pferdegezogenen Wagen verdrängten. 1920 wurde die Fuhrwerk-Sparte an die Kentucky Wagon Manufacturing Company in Louisville (Kentucky) verkauft. Mit diesem Schritt vollzog das Unternehmen als einziges die vollständige Umstellung vom Kutschen- zum Automobilhersteller. Studebaker war 1926 der erste amerikanische Automobilhersteller, der eine kontrollierte Teststrecke eröffnete. 1937 pflanzte das Unternehmen 5000 Kiefern in einem Muster, das von darüberfliegenden Flugzeugen aus gesehen das Wort STUDEBAKER ergab.
Viele Modelle der 1920er Jahre, die Studebaker zu guten Umsätzen verhalfen, wurden von Sechszylindermotoren angetrieben. Von den 1920er bis zu den 1960er Jahren brachte Studebaker viele stilistische und technische Meilensteine hervor, darunter den President (1929–1932) und den Champion von 1939. Gemäß der amerikanischen Tendenz, aus einem gutlaufenden Modell eine neue Marke werden zu lassen, lancierte Studebaker zwei Billigmarken: Rockne und Erskine. 1929 wurde der erste Studebaker mit einem Reihen-Achtzylindermotor auf den Markt gebracht. Diesen Motor verwendete Studebaker bis in die 1950er Jahre. Ab 1951 offerierte Studebaker auch einen V8-Motor. Studebaker baute Modelle, die den durchschnittlichen Amerikaner ansprachen und seinen Bedarf an Mobilität decken konnten.
Steigende Lohnkosten (es hat bei Studebaker nie einen Streik der Automobilgewerkschaft gegeben, und die Löhne und Rentenbeiträge waren die höchsten in der Industrie) zusammen mit Problemen bei der Qualitätskontrolle und der starke Wettbewerbsdruck von Ford und General Motors in den frühen 1950er Jahren führten jedoch dazu, dass sich die finanzielle Situation verschlechterte. Professionelle Finanzberater rieten dazu, sich eher auf kurzfristige Einnahmen zu konzentrieren, statt einer längerfristigen Vision zu folgen. Es waren genug Reserven für weitere zehn Jahre vorhanden, aber harter Wettbewerb und Preisdumping durch die drei großen Automobilhersteller verurteilten das Unternehmen zum Untergang.

### Intermezzo: Studebaker-Packard Corporation

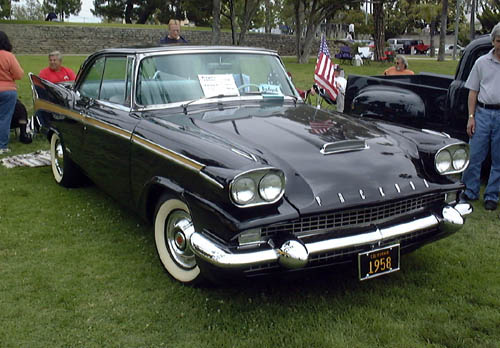
1958er Packard Hardtop

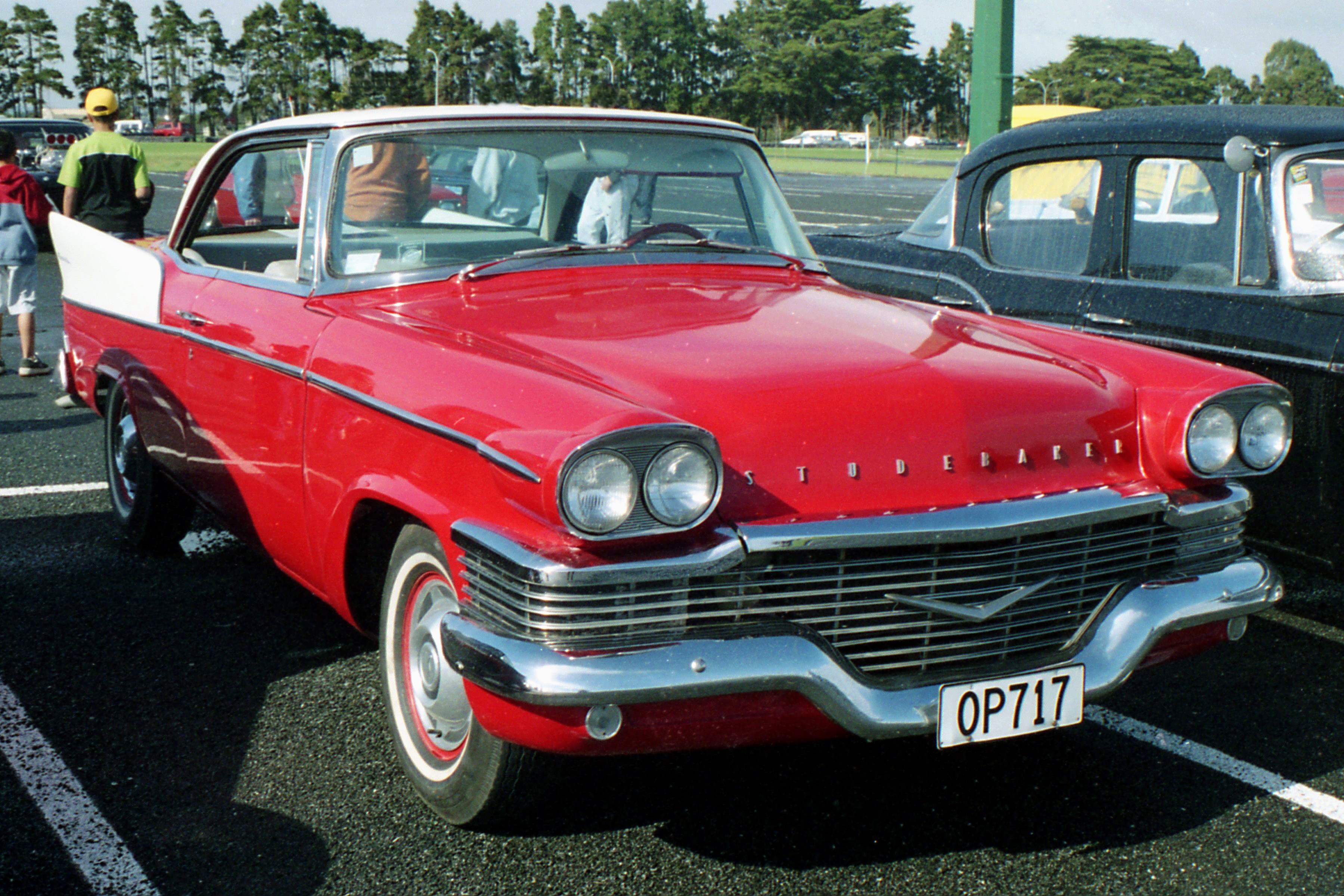
1958er Studebaker President Sedan

In der Hoffnung, den Abwärtstrend aufhalten und die Marktposition stabilisieren zu können, fusionierte Studebaker 1954 mit Packard; das neue Unternehmen hieß Studebaker-Packard Corporation mit dem Packard-Präsidenten James J. Nance als Präsidenten der neuen Corporation. Der Studebaker-Vorsitzende Harold Vance wurde Vizepräsident. De facto war es eine Übernahme des Großen (Studebaker) durch den Kleinen (Packard) und eine von zwei schlechten Lösungen, die zur Auswahl standen. Die Alternative „Alleingang“ hätte Studebaker in kürzester Zeit in die Insolvenz geführt. Die „große“ Lösung, ein Verbund der vier unabhängigen Hersteller (Studebaker, Packard, Nash und Hudson) wurde zwar geplant, blieb aber nach dem Tod des Nash-Kelvinator-Chefs George W. Mason unvollendet. 1954 entstand die American Motors Corporation aus der Übernahme von Hudson durch Nash; in deren Neuausrichtung auf das untere Marktsegment passte die Vier-Marken-Lösung von Mason nicht mehr.
Packard schätzte Studebakers Finanzsituation vor dem Zusammenschluss falsch ein; sie war wesentlich schlechter, als Packards Leitung angenommen hatte. Die gegenseitig ausgehändigten Zahlen waren „unter Gentlemen“ nicht überprüft worden. Packard war von einem Break-even-Point bei Studebaker von 168.000 Einheiten ausgegangen und entdeckte erst im November 1954, dass es weitaus schlechter stand: Die Gewinnschwelle lag bei über 286.000 Autos im Jahr, wobei das Unternehmen 1954 nur 82.000 Fahrzeuge hergestellt hatte. Bei Packard sah es etwas besser aus. Bei einer Gewinnschwelle von 80.000 Einheiten hatte man im verkürzten Modelljahr 1955 55.247 Autos gebaut. Das war unzureichend, aber ein deutlicher Fortschritt gegenüber den 30.965 veralteten Fahrzeugen des entsprechend längeren Modelljahrs 1954.
Studebaker hätte ohne die Fusion nicht weiterexistieren können, aber auch die Studebaker-Packard Corporation konnte sich nicht mehr erholen. Um eine Insolvenz abzuwenden, ging Nance auf ein Übernahmeangebot des Rüstungskonzerns Curtiss-Wright ein und trat danach zurück. Der neue Eigentümer konnte auf diese Weise Steuerabschreibungen tätigen und einen Rivalen im Rüstungsgeschäft eliminieren. Studebaker-Packard gab alle militärischen Produktionsstätten samt Lieferverträgen an Curtiss-Wright ab und den Produktionsstandort Detroit auf. Alle verbliebenen Automobilaktivitäten wurden nach South Bend (ins Werk von Studebaker) verlegt.

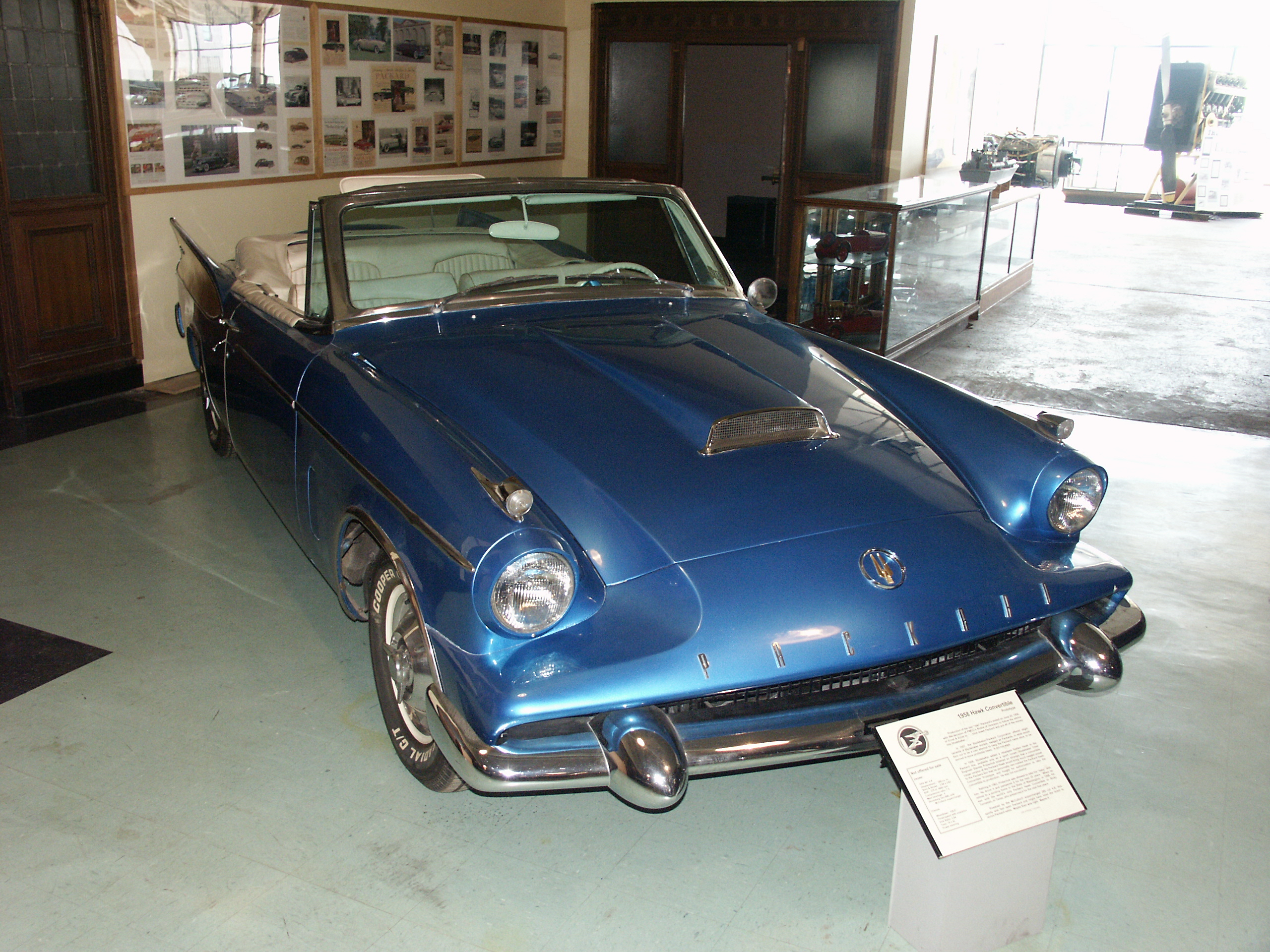
Curtiss-Wright-Präsident Ron Hurley ließ für sich dieses Packard Hawk Cabriolet als Einzelstück anfertigen (1958)

Hierin ist die Existenz der als „Packardbaker“ verulkten Packard-Modelle mit Studebaker-Technik begründet: Es handelte sich um kaum veränderte Versionen des Studebaker President (1957–1958) und des Studebaker Golden Hawk, die nun auch als Packard Hawk verkauft wurden („Badge-Engineering“). Dies war eine Notlösung mit innovativen Ansätzen wie dem ersten Facelift mit Kunststoffteilen. Ein konkurrenzfähiges Auto in der Oberklasse, (Cadillac, Lincoln, Imperial) oder auch nur in der oberen Mittelklasse (Buick, Oldsmobile, Mercury, Dodge) konnte Packard nicht mehr bieten, Geld und die Erfolgsaussichten fehlten, und das Werk benötigte Kapazitäten für den neuen Kompaktwagen Studebaker Lark. So erschien 1958 der letzte Packard. Von den wenigen Packard-Motoren im Studebaker Golden Hawk abgesehen, kam der eigentliche Zweck der Fusion, durch größere Losgrößen eine Rationalisierung zu ermöglichen, nie zustande. Um in der Oberklasse präsent zu bleiben, bemühte sich Studebaker-Packard um die US-amerikanische Vertretung für Mercedes-Benz, woraufhin viele Studebaker-Händler auch deren Autos verkauften.

### Wieder Studebaker Corporation

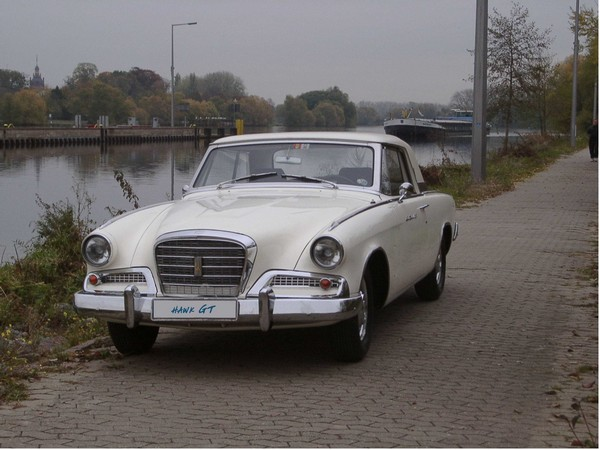
Studebaker Hawk GT

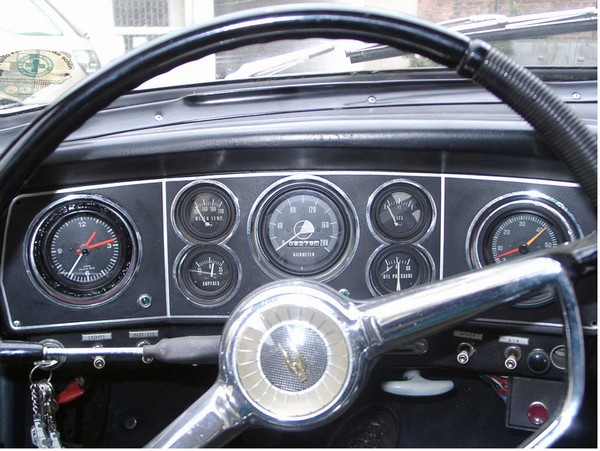
Armaturen eines Studebaker Hawk GT

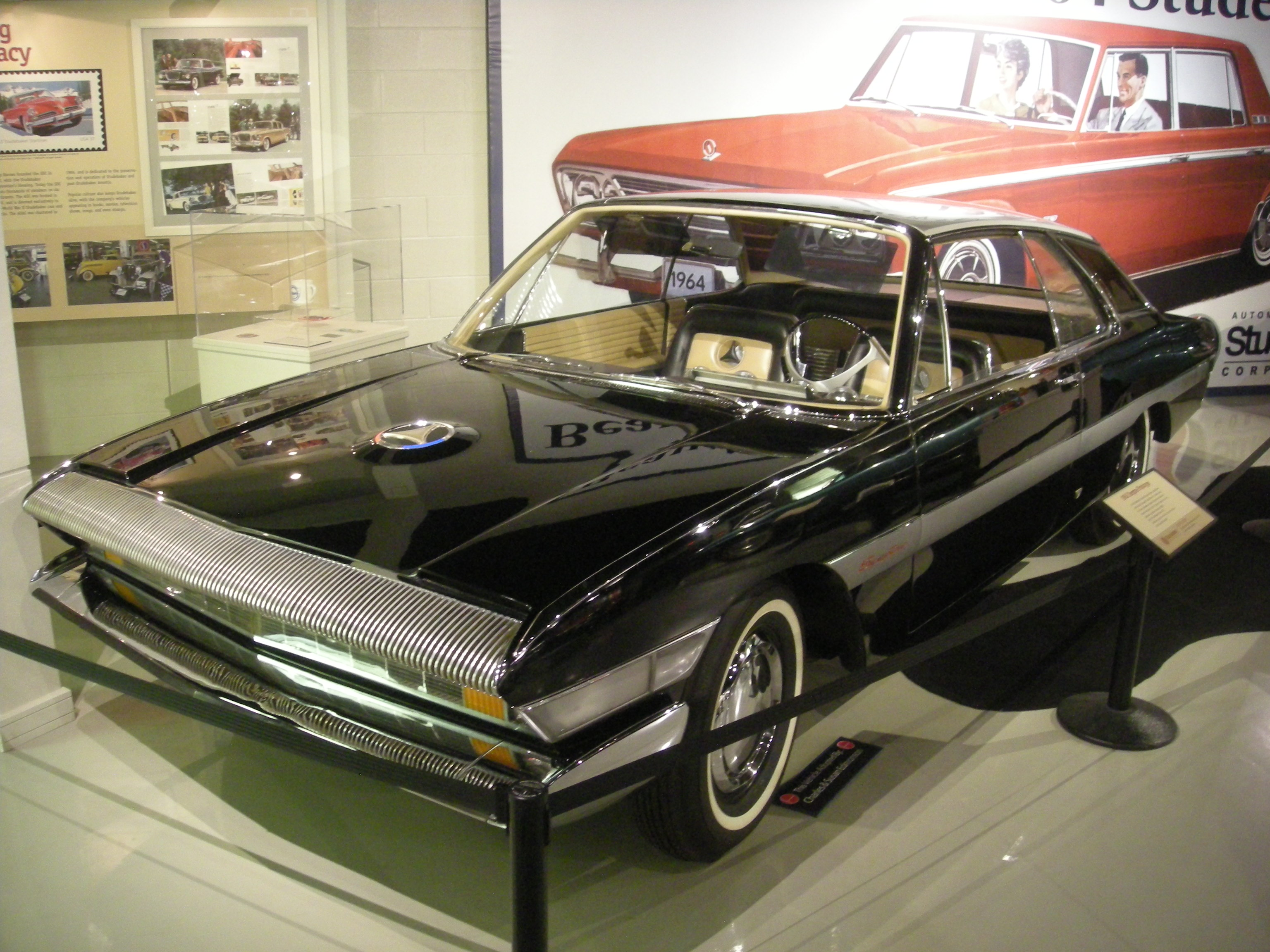
Der Studebaker Sceptre, ein Brooks-Stevens-Entwurf für das Modelljahr 1966, blieb ein Prototyp

Finanzielle Zwänge diktierten, dass der 1959 vorgestellte, für die Marke überaus wichtige Kompaktwagen Studebaker Lark auf alter Technik aufbauen musste. So war der V8-Motor bereits 1952 erschienen, das Fahrgestell wurde 1953 eingeführt und für den Lark nur verkürzt. Die Karosseriestruktur war vom 1955er Facelift abgeleitet, das seinerseits bereits ein Facelift gewesen war. Trotzdem rettete der Lark den Konzern vorübergehend. Als sich das Marktsegment mit Compacts der großen Anbieter zu füllen begann, verlor der alternde Lark seine Konkurrenzfähigkeit, immerhin war er bis 1963 der einzige Compact mit V8-Motor.
Erst 1962 verschwand der Name Packard aus dem Konzernnamen.
Ein Ergebnis der fehlenden Mittel war – kurios genug – der Sportwagen Studebaker Avanti, der 1963 vorgestellt wurde. Er war mit vorhandener Technik einfach herzustellen (er basierte auf dem Lark) und erhielt eine überaus leichte, klar gezeichnete Karosserie aus GFK, wodurch die Herstellungskosten vermindert wurden. Der Entwurf dazu stammt von Raymond Loewy. Das Auto war als Imageträger gedacht und mit leistungsgesteigerten V8-Motoren erhältlich; der Hersteller bezeichnete es mit einiger Berechtigung als „Schnellstes Serienauto der Welt“.
Etwa zur gleichen Zeit arbeitete Designer Brooks Stevens an einer Überarbeitung des Lark, die zu neuen Modellnamen führte, und an einem Show car im Stil des Mercedes-Benz SSK von 1928. Studebaker war nicht uninteressiert, verfolgte das Projekt einer Kleinserie aber aus Kostengründen nicht weiter. Dass dem neuen Avanti keine Konkurrenz aus dem eigenen Haus entstehen sollte, dürfte auch eine Rolle gespielt haben. Ab 1964 stellte Stevens den Excalibur in einer eigenen Fabrik in Milwaukee her, zunächst mit Studebaker-Technik (Serie I) und später zunehmend Komponenten des Chevrolet Corvette C3.
Ebenfalls ab 1963 entstanden mit geringem Budget noch drei Prototypen bei der Carrozzeria Sibona-Basano in Turin, die Stevens für die Modelljahre 1964 bis 1966 vorgesehen hatte, darunter der Studebaker Sceptre; Loewy entwarf parallel Karosserievarianten zum Avanti, die als Einzelstücke bei dem französischen Karosseriebauer Pichon-Parat entstanden. Letztlich fehlten Studebaker 1963/64 jedoch die finanziellen Mittel, um diese neuen Modelle in die Serienfertigung zu nehmen.
Im Dezember 1963 gab das Unternehmen die Betriebe in South Bend auf und verkaufte die Marke Avanti an Nate Altman, der die Produktion des Autos unter dem Namen Avanti II dort fortführte. Die Nutzfahrzeugherstellung wurde aufgegeben und die Automobilproduktion an den letzten noch übrig gebliebenen Standort in Hamilton, Ontario, verlagert, wo Studebaker bis zum Mai 1966 produzierte, bevor sich der Konzern ganz aus diesem Sektor zurückzog.
Viele Studebaker-Händler wechselten danach zu Mercedes-Benz. Die Testgelände wurden vom früheren Zulieferer Bendix Corporation gekauft, der die Grundstücke später zur Nutzung als Park an die Parkverwaltung in St. Joseph County, Indiana verschenkte. Als Bedingung für die Schenkung erhielt der Park den Namen Bendix Woods.

### Studebaker-Worthington
Nach 1966 existierte Studebaker weiter als geschlossene Investment-Gruppe, die ihre Einnahmen aus diversen Tochtergesellschaften schöpfte, darunter STP, Gravely Tractor, Onan Electric Generators und Clarke Floor Machine. Studebaker wurde 1967 von Wagner Electric aufgekauft. Danach fusionierten sie mit der Worthington Corporation und bildeten Studebaker-Worthington, bevor diese 1979 von McGraw-Edison erworben wurde. McGraw-Edison wurde dann selbst 1985 von Cooper Industries gekauft, die aber all ihre Automobil-Bereiche einige Jahre später an Federal-Mogul abstieß.
Wie vom Forbes Magazine im Jahr 2004 in einem Artikel über Firmen, die den Börsenkrach 1929 überlebten, berichtet wurde, existierten die Überreste des Autobauers immer noch als Studebaker-Worthington Leasing, einer Tochtergesellschaft der State Bank of Long Island, die zum 1. Januar 2012 von der Valley National Bank übernommen wurde.

## Modelle

### Personenwagen bis 1942
| Modelljahr | Modelle                                                         |
| ---------- | --------------------------------------------------------------- |
| 1902       | Electric                                                        |
| 1903       | Electric                                                        |
| 1904       | Electric                                                        |
| 1905       | Electric                                                        |
| 1906       | Electric                                                        |
| 1907       | Electric, Modell L, Modell G, Modell H                          |
| 1908       | Electric, Modell H, Modell A, Modell B                          |
| 1909       | Electric, Modell A, Modell B, Modell C, Modell D                |
| 1910       | Electric, Modell H, Modell M, Modell G-7                        |
| 1911       | Electric, Modell G-8, Modell G-10                               |
| 1912       | Electric                                                        |
| 1913       | Modell SA25, Modell AA25, Modell E                              |
| 1914       | Modell SC, Modell EB                                            |
| 1915       | Modell SD, Modell EC                                            |
| 1916       | Modell SF, Modell ED-6                                          |
| 1917       | Modell SF, Modell ED                                            |
| 1918       | Light Four, Light Six, Big Six                                  |
| 1919       | Light Four, Light Six, Big Six                                  |
| 1920       | Light Six, Special Six, Big Six                                 |
| 1921       | Light Six, Special Six, Big Six                                 |
| 1922       | Light Six, Special Six, Big Six                                 |
| 1923       | Light Six, Special Six, Big Six                                 |
| 1924       | Light Six, Special Six, Big Six                                 |
| 1925       | Standard Six, Special Six, Big Six                              |
| 1926       | Standard Six, Special Six, Big Six                              |
| 1927       | Standard Six Dictator, Special Six Commander, Big Six President |
| 1928       | Dictator, Commander, President                                  |
| 1929       | Dictator, Commander, President                                  |
| 1930       | Six, Dictator, Commander, President                             |
| 1931       | Six, Dictator, Commander, President                             |
| 1932       | Six, Dictator, Commander, President                             |
| 1933       | Six, Dictator, Commander, President                             |
| 1934       | Dictator, Commander, President, Land Cruiser                    |
| 1935       | Dictator, Commander, President, Land Cruiser                    |
| 1936       | Dictator, President, Land Cruiser                               |
| 1937       | Dictator, Commander, President, Land Cruiser                    |
| 1938       | Commander, State President, Land Cruiser                        |
| 1939       | Champion, Commander, State President, Land Cruiser              |
| 1940       | Champion, Commander, President, Land Cruiser                    |
| 1941       | Champion, Commander, President, Land Cruiser                    |
| 1942       | Champion, Commander, President, Land Cruiser                    |

### Personenwagen ab 1946
| Bauzeit       | Baureihe     | Anmerkung                                                                         | Bild |
| Kompaktklasse |              |                                                                                   |      |
| 1957 bis 1958 | Scotsman     | Vereinfachter Champion, Anfangs Champion Scotsman, damals billigstes Auto der USA |      |
| 1959–1961     | Lark         | Kompaktwagen                                                                      |      |
| 1962–1966     | Lark         | Deutliches Facelift zur erneuten Kostensenkung                                    |      |
| 1963–1966     | Wagonaire    | Kombi auf Basis des Lark                                                          |      |
| Mittelklasse  |              |                                                                                   |      |
| 1946–1952     | Champion     | Erstes Modell nach dem Krieg                                                      |      |
| 1953–1956     | Champion     | Neues, ungewöhnlich flaches Modell                                                |      |
| 1957–1958     | Champion     | letzte Generation                                                                 |      |
| 1954–1956     | Conestoga    | Kombi auf Basis des Champion                                                      |      |
| Fullsize      |              |                                                                                   |      |
| 1947–1958     | Commander    | Modellwechsel analog dem Champion                                                 |      |
| Oberklasse    |              |                                                                                   |      |
| 1947–1954     | Land Cruiser | Verlängerter Commander                                                            |      |
| 1955–1958     | President    |                                                                                   |      |
| Coupé         |              |                                                                                   |      |
| 1956–1964     | Hawk         | Coupé auf Basis des Champion                                                      |      |
| 1963          | Avanti       | Sportcoupé                                                                        |      |

### Nutz- und Militärfahrzeuge

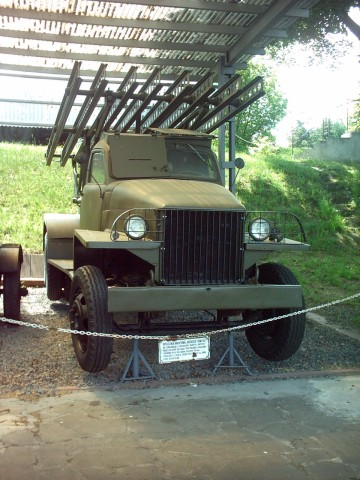
Eine BM-13-Katjuscha-Raketenabschussrampe auf einem Studebaker-US6-Fahrgestell

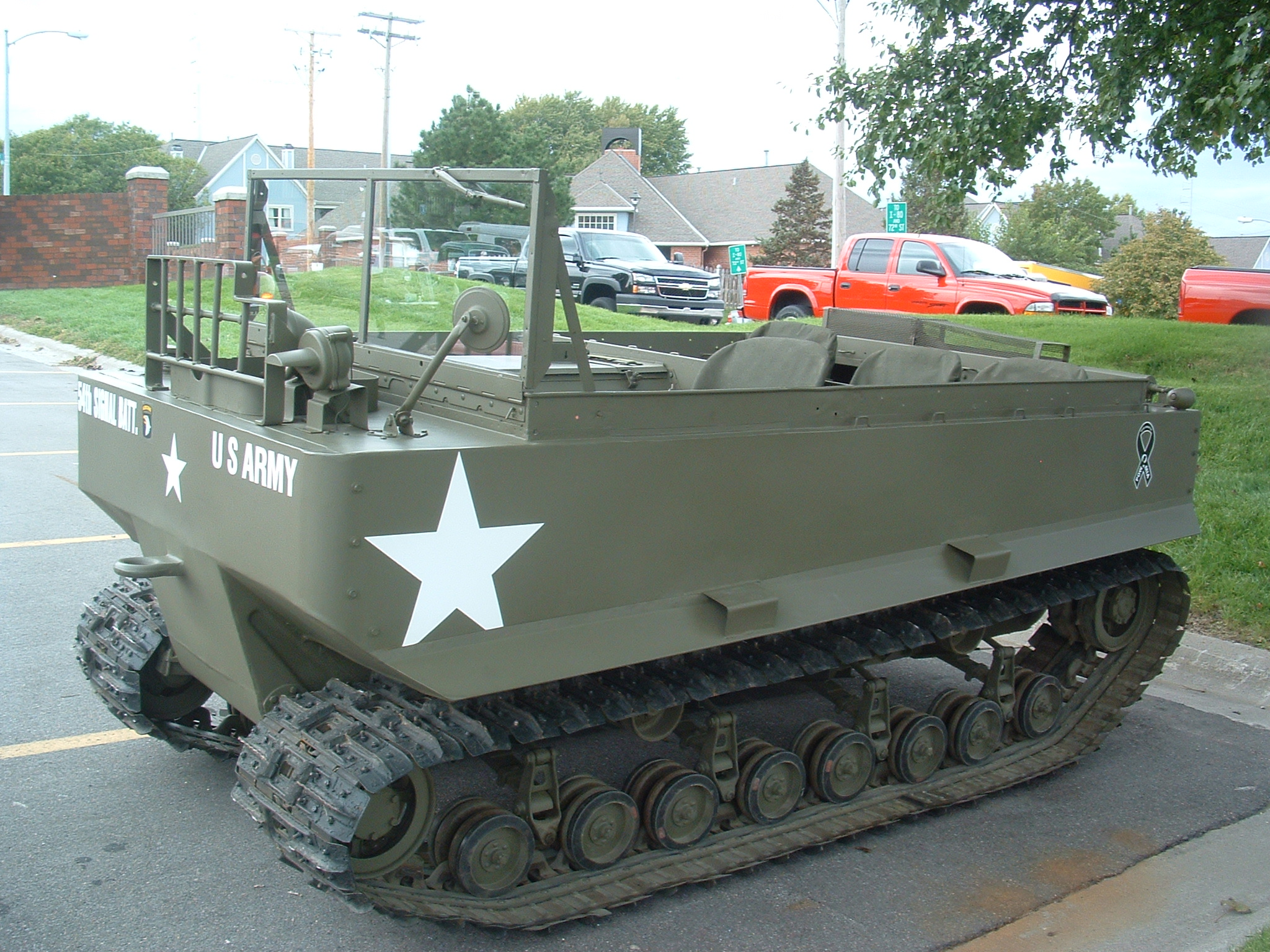
Studebaker M29 Weasel

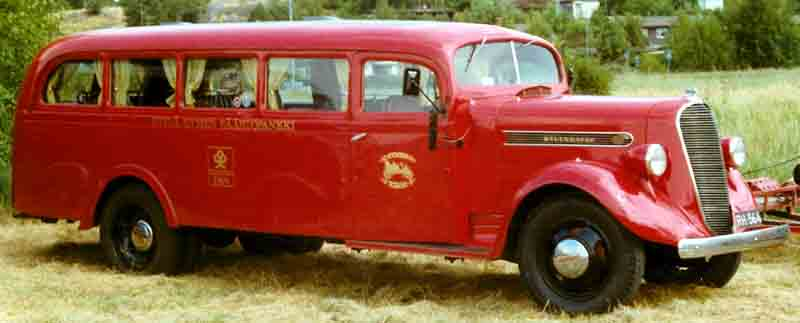
Studebaker Bus 1938

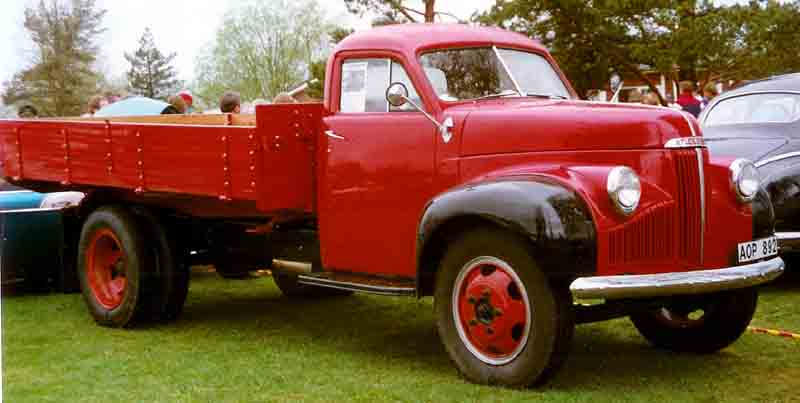
Studebaker M-Serie M16 52A (1948)

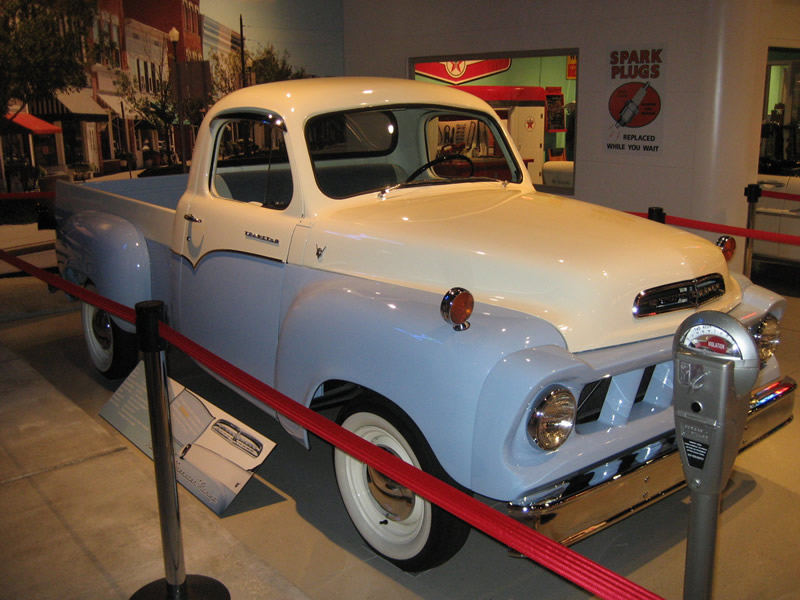
Studebaker Transtar Pickup 3-E (1957/58)

| Modelljahr | Modelle                         |
| ---------- | ------------------------------- |
| 1937       | Coupe Express                   |
| 1938       | Coupe Express                   |
| 1939       | Coupe Express                   |
| 1940       | Coupe Express, M-Serie          |
| 1941       | M-Serie, US6                    |
| 1942       | M-Serie, US6, Panzer M29 Weasel |
| 1943       | M-Serie, US6, Panzer M29 Weasel |
| 1944       | M-Serie, US6, Panzer M29 Weasel |
| 1945       | M-Serie, US6, Panzer M29 Weasel |
| 1946       | M-Serie                         |
| 1947       | M-Serie                         |
| 1948       | M-Serie                         |
| 1949       | 2R/3R                           |
| 1950       | 2R/3R                           |
| 1951       | 2R/3R                           |
| 1952       | 2R/3R                           |
| 1953       | E-Serie                         |
| 1954       | E-Serie                         |
| 1955       | E-Serie                         |
| 1956       | Transtar                        |
| 1957       | Transtar                        |
| 1958       | Transtar, Scotsman              |
| 1959       | Scotsman                        |
| 1960       | Transtar, Champ                 |
| 1961       | Transtar, Champ                 |
| 1962       | Transtar, Champ                 |
| 1963       | Transtar, Champ                 |
| 1964       | Champ                           |